# Hans Christian Andersen
Pour les articles homonymes, voir Andersen.
Œuvres principales
- Le Briquet, 1835
- Les Fleurs de la petite Ida, 1835
- La Princesse au petit pois, 1835
- La Petite Sirène, 1835
- La Petite Poucette, 1836
- Les Habits neufs de l'empereur, 1837
- Le Stoïque Soldat de plomb, 1838
- La Malle volante, 1839
- Le Vilain Petit Canard, 1842
- Le Rossignol et l'Empereur de Chine, 1843
- La Reine des neiges, 1844
- La Bergère et le Ramoneur, 1845
- La Petite Fille aux allumettes, 1845

Hans Christian Andersen, né le 2 avril 1805 à Odense et mort le 4 août 1875 à Copenhague, est un romancier, dramaturge, conteur et poète danois, célèbre pour ses nouvelles et ses « contes de fées ».
Longtemps ignoré ou tourné en dérision dans son pays, où l'on a raillé son égocentrisme, il n'est reconnu tout d'abord qu'à l'étranger : en Angleterre où il rencontre Charles Dickens et où il devient « le dandy de la saison », en Allemagne où il se lie avec Adelbert von Chamisso, en France où il se lie avec Heinrich Heine, Honoré de Balzac et Alphonse de Lamartine chez Virginie Ancelot.
Ses nombreux voyages (Turquie, Italie, Suisse, Espagne) lui inspirent des récits qui constituent la meilleure partie de son œuvre, après les contes. Mais ses compatriotes lui reprochent de parcourir le monde uniquement pour y trouver la célébrité, et ses récits sont mieux accueillis en Allemagne, où le roi lui décerne l'ordre de l'Aigle rouge en 1846, et dans d'autres pays d'Europe. Andersen a un talent particulier pour se faire des amis à l'étranger, contrairement aux autres écrivains scandinaves. Alexandre Dumas l'appelle « le bon, l'aimable poète danois ».
Bien que ses romans et pièces de théâtre n'aient pas connu le succès qu'il souhaitait, Andersen a tout de même été apprécié et reconnu de son vivant dans son pays grâce à ses contes pour enfants, traduits et appréciés dans le monde entier, mais aussi grâce à sa personnalité étrange et attachante.
En décembre 1860, il est reçu par le roi Christian IX de Danemark à Copenhague comme un membre de la famille et devient le conteur de ses enfants. Il est alors le plus célèbre de tous les Danois vivants,. Andersen goûte avec délectation cette revanche sur sa vie d'enfant pauvre et méprisé. « Ma vie est un beau conte de fées, riche et heureux », ainsi commence sa dernière autobiographie (Mit Livs Eventyr) dans laquelle il déclare voir sa vie sous un angle romanesque. Le comportement anthropomorphique d'animaux dans certains de ses contes ramène à une parabole autobiographique, tel Le Vilain Petit Canard où l'on reconnaît les tribulations d'Andersen avant sa « transformation » en cygne.
La première publication complète de ses œuvres à Leipzig en 1848 comprend cinq volumes, à laquelle se sont rajoutés les 34 volumes de celle de 1868.

## Biographie

### Jeunesse et années de formation

#### À Odense

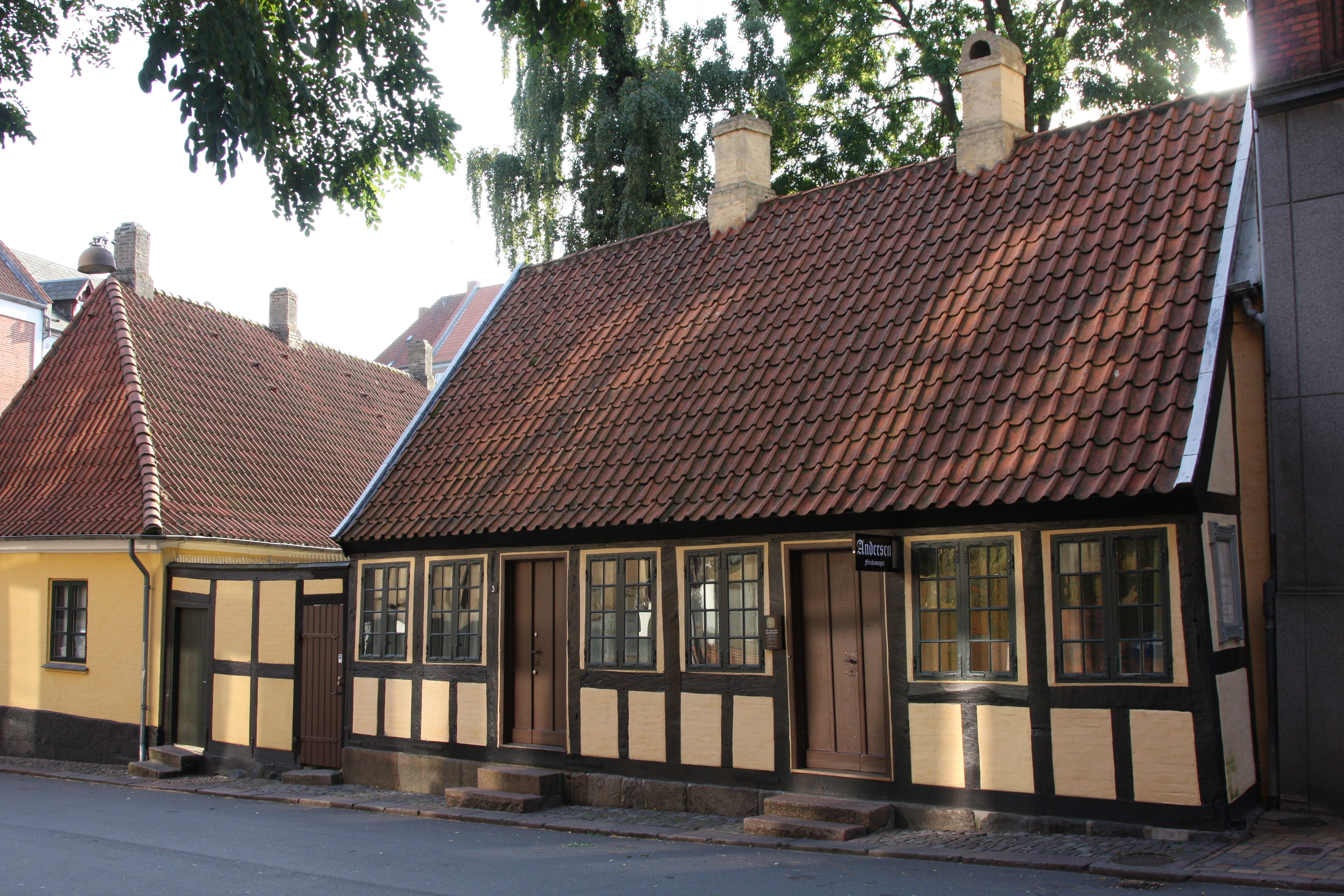
Maison d'Andersen à Odense.

Les diverses autobiographies de H.C. Andersen donnent peu de détails sur ses parents, mais beaucoup plus sur ses grands-parents, paysans soi-disant aisés, dont les revers de fortune auraient frappé son imagination. Mais il semble que ceci ne soit qu'affabulations de la grand-mère devenue folle. Hans Christian est né dans le bas quartier d'Odense, principale ville de Fionie à une époque où plus de la moitié de la population vit dans la plus extrême pauvreté.
La toute première enfance de l'écrivain est heureuse du vivant de son père, car à ce moment-là, sa mère le choyait. Il n'en alla pas de même par la suite.
Son père, Hans Andersen, un ouvrier cordonnier « que le mirage des guerres napoléoniennes a entraîné loin de sa famille, est un libre-penseur et un songe-creux ». Il appartient à la catégorie la plus humble des artisans, et entre de ce fait dans la catégorie des ouvriers agricoles. Sa mère, Anne-Marie Andersdatter, a été domestique et fille-mère, devenue veuve, elle s'est remariée avec un gantier. La tante de Hans Christian tient une maison de tolérance à Copenhague. Les conditions de vie du futur écrivain sont sordides dans ce minuscule logement de Munkemøllestræde. Mais déjà Andersen idéalise tout dans ses autobiographies, et pour compenser le manque d'affection de sa demi-sœur Karen, il s'invente une sœur idéale qu'il mettra en scène à ses côtés dans La Reine des neiges (Gerda et Kay). Sa famille l'entoure pourtant de beaucoup d'affection, qu'il s'agisse de son père, sa mère, ou sa grand-mère.

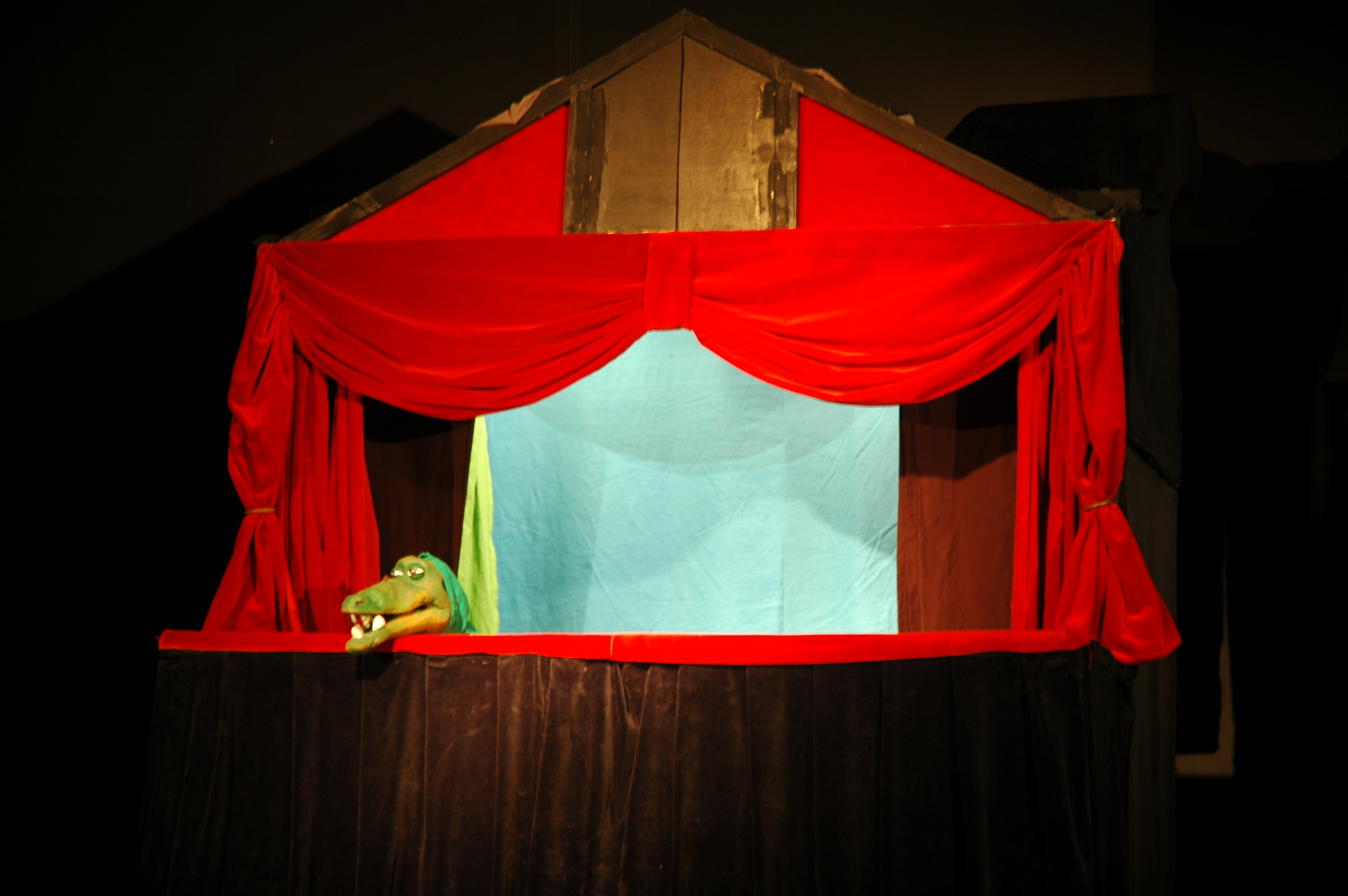
Théâtre de marionnettes dont Andersen était friand.

Son père, qui s'est engagé dans l'armée de 1812 à 1814, revient malade et meurt en 1816. Sa mère se place comme blanchisseuse. Andersen, qui a été renvoyé de l'école gratuite pour avoir dessiné un curieux château, passe des journées solitaires. Il se construit un petit théâtre, taille des robes pour ses poupées et lit des œuvres dramatiques. Son intérêt pour le théâtre date de cette époque. Il lit William Shakespeare et commence à composer des pièces dont il fait la lecture à sa mère qui le croit fou.

#### À Copenhague
Après de brèves tentatives de travail, dans une fabrique de draps, puis une manufacture de tabac, le garçon qui a alors treize ans, une jolie voix, et une immense envie de devenir célèbre (il a lu beaucoup de biographies de personnages célèbres), est admis au cours d'éducation religieuse du doyen Tetens, avec des enfants d'une classe sociale très supérieure à la sienne. Ses études terminées, il refuse d'entrer en apprentissage chez un tailleur. Seul le théâtre l'intéresse. En 1818, une troupe du Théâtre royal est venue à Odense, et l'année suivante, après avoir rencontré une comédienne, il part pour Copenhague avec ses maigres économies et une lettre d'introduction pour un membre du Théâtre royal. À son arrivée, le 4 septembre 1819, le garçon tombe en pleine émeute antisémite. Plusieurs troubles du même genre ont éclaté dans d'autres villes du Danemark et durent dix jours : on s'en prend aux commerçants juifs. Ce sera le dernier pogrom qu'Andersen évoque dans son livre Rien qu'un violoneux.

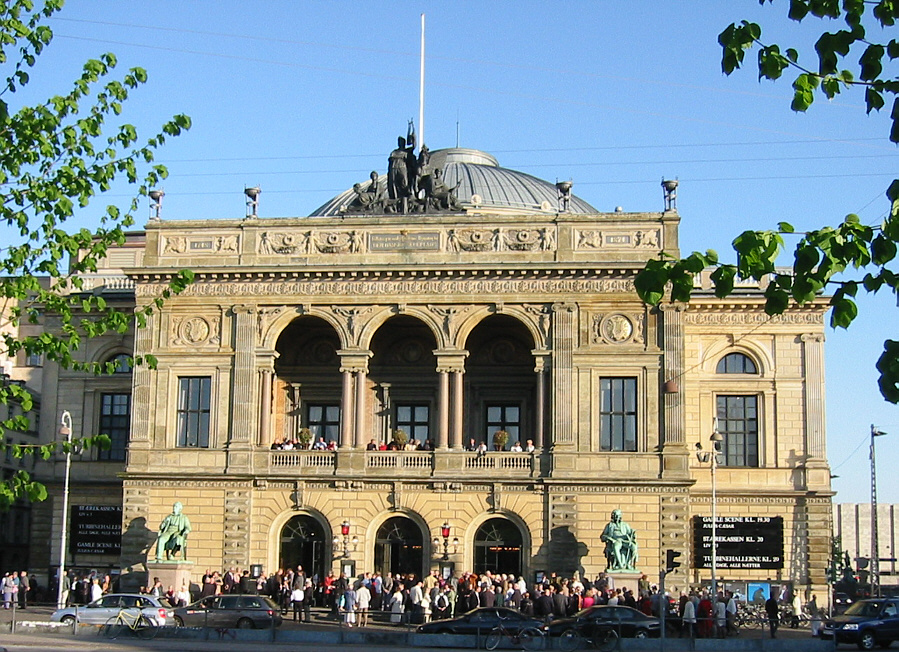
Le Théâtre Royal à Copenhague.

Après plusieurs visites infructueuses au Théâtre royal, il se souvient qu'à Odense, on avait admiré sa voix, et il se rend chez le ténor italien Giuseppe Siboni qui accepte de lui donner des leçons de chant gratuites. Andersen sera désormais très souvent pris en charge par des bienfaiteurs qui sont touchés par sa personnalité peu commune. Le musicien Christoph Weyse, le professeur Frederik Høegh Guldberg, le ténor Siboni, J.M.Thiele (antiquaire), lui offrent soit des leçons, soit de l'argent. Hans Christian a l'habitude d'aller remercier chacun d'eux en leur récitant un de ses textes. Le garçon devient ainsi élève à l'école de danse de 1820 à 1821, l'acteur Ferdinand Lindgreen accepte également de lui donner des leçons d'art dramatique. En mai 1821, c'est au tour du maître de chant du Théâtre royal de le prendre comme élève. Andersen vit de subsides amicaux, et il a réussi à attendrir sa logeuse Madame Thorgeen en lui faisant la lecture. Lui-même commence à écrire sa première pièce : La Chapelle dans la forêt en 1822, année où il se produit comme comédien au théâtre pour la première fois de sa vie.

#### La bourse royale d'études

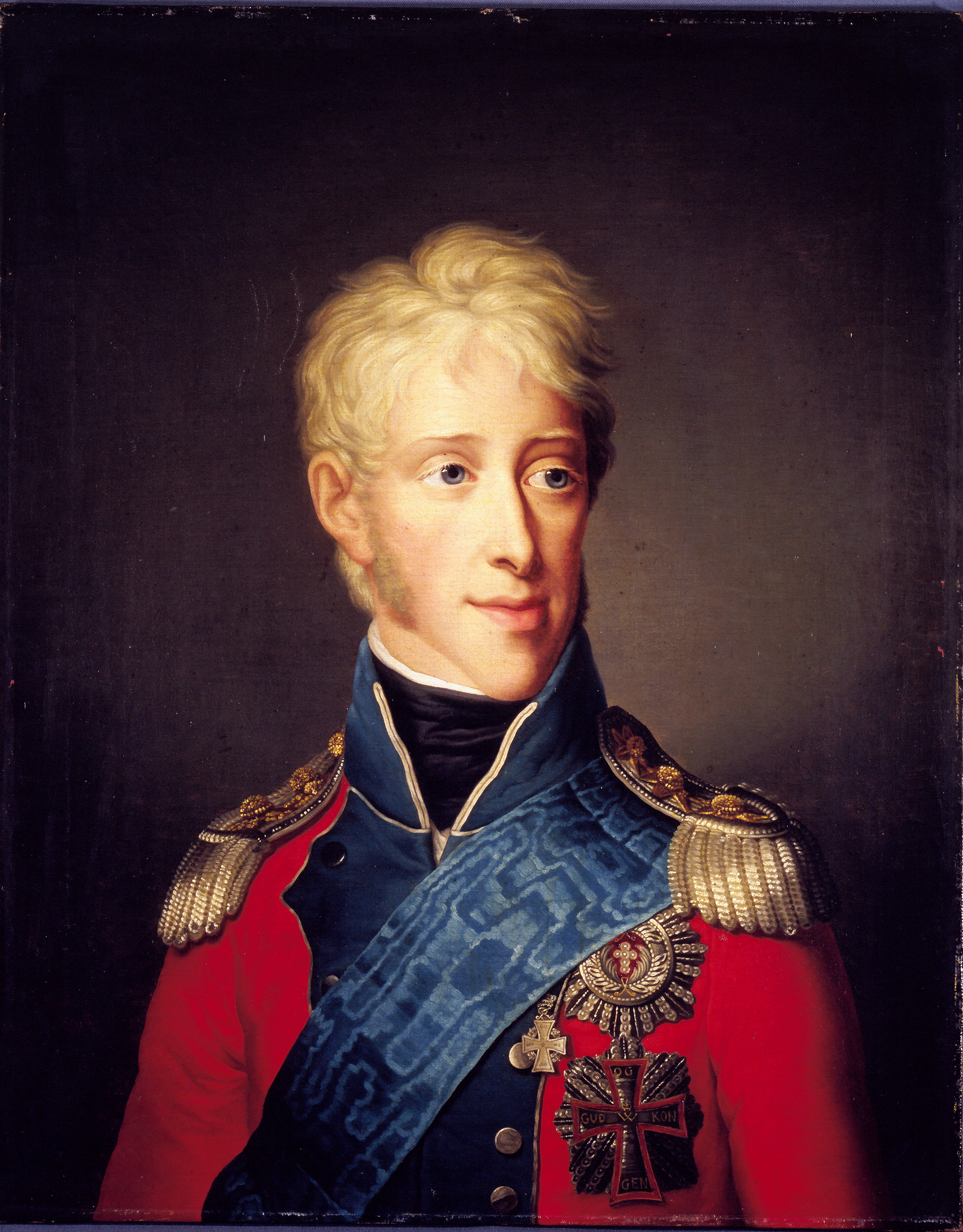
Frédéric VI.

Parmi les personnages influents qui ont aidé Andersen à cette époque, on compte Jonas Collin, membre du comité directeur du Théâtre Royal auquel le jeune écrivain a envoyé un petit poème en 1821. En 1822, Collin sera inondé des pièces de théâtre d'Andersen et les refuse toutes. Notamment Les Voleurs de Vissemberg que le jeune homme lui présente le 16 juin 1822, dont une scène sera publiée dans le journal La Harpe le 9 août 1822. Mais Monsieur Collin considère le garçon avec bienveillance. Il estime que son éducation est encore à faire et il demande pour lui une bourse d'études au roi Frédéric VI. Bourse qui est accordée. Andersen entre au collège de Slagelse le 26 octobre 1822 au moment où est nommé un nouveau directeur : Simon Meisling qui sera terrible pour le jeune poète. Le plus terrible pour Andersen est sans doute qu'il a près de dix-huit ans quand il entre dans une petite classe du collège avec des enfants de douze ans.

À cette époque, la nièce de Jonas Collin, Eline Bredsdorff (sœur de l'arrière-grand-père du biographe d'Andersen référencé ci-dessous) dit de lui : 

« Il écrit des tragédies et des histoires que de temps en temps il vient nous lire à haute voix. Il y a de bons passages, mais en règle générale, c'est un tissu d'absurdités. Demain, il vient nous faire la lecture, j'attends ça avec impatience en espérant que je pourrai me retenir de rire, mais c'est presque impossible tellement il se comporte de façon grotesque. »

 De 1822 à 1827, Andersen étudie au collège, écrit un nombre considérable de poèmes, pièces de théâtre, romans, nouvelles.

### Débuts littéraires

#### Premières publications
Après ces études qui lui paraissent interminables, Andersen rencontre le poète et auteur dramatique Johan Ludvig Heiberg qui fait à l'époque la pluie et le beau temps dans les milieux littéraires. Il s'intéresse au jeune homme et fait paraître quelques-uns de ses poèmes dans son journal Kjoebenhavns flyvende Post (Kjøbenhavnsposten) en 1827 et 1828. Andersen a aussi écrit le poème : L'Enfant mourant que le poète Ludolph Schley a traduit en allemand à Elseneur. Le texte paraît d'abord sans signature dans un journal allemand, puis avec le nom d'Andersen dans le journal d'Heiberg en 1828,.

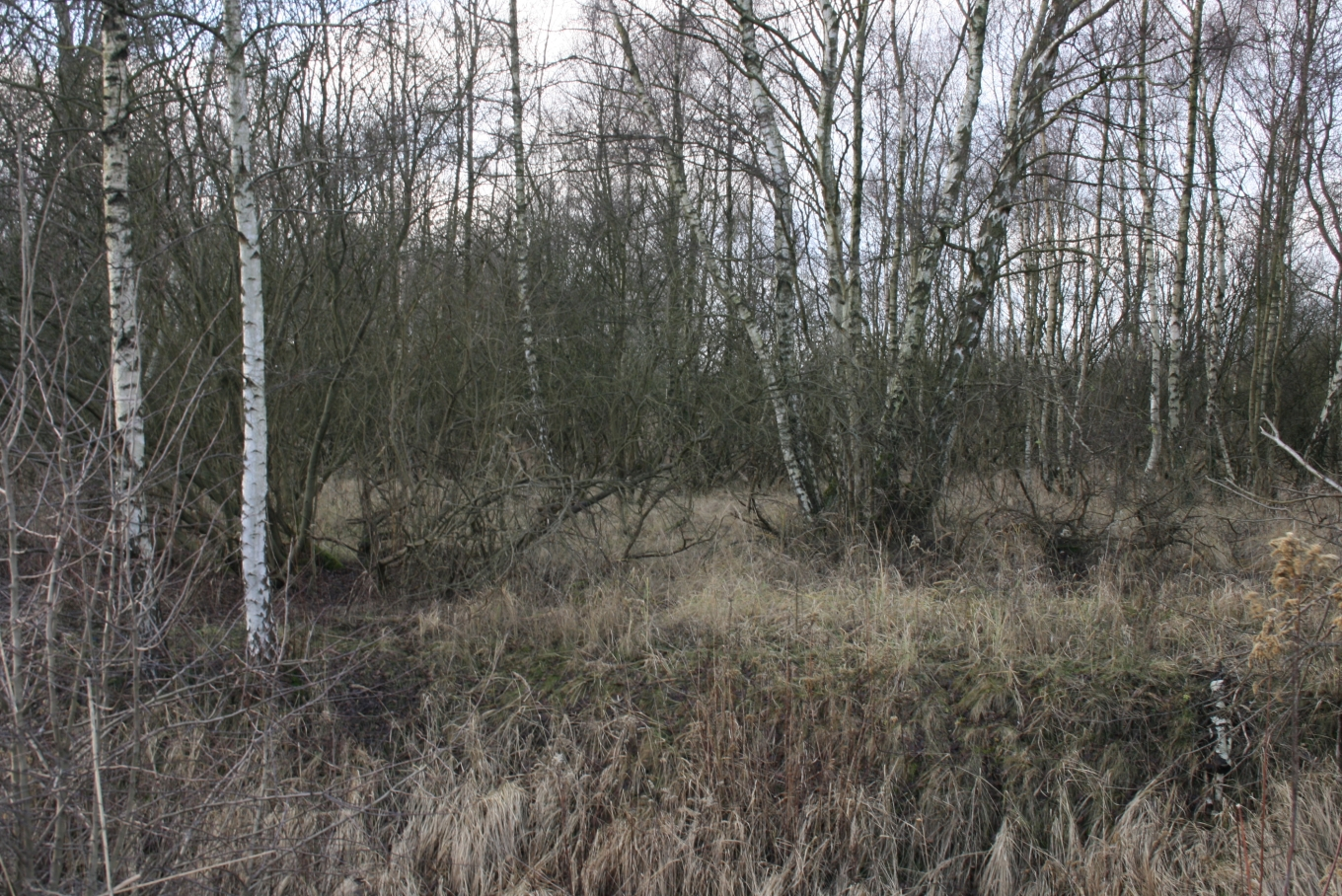
Forêt de bouleaux dans l'île d'Amager.

Déjà très observateur, Andersen profite des trajets qu'il doit faire jusqu'à Christianshavn, dans l'île d'Amager, où il prend des cours chez le professeur Müller, pour écrire son premier récit de voyage : Voyage à pied à Amager publié dans le journal de Heiberg en 1828. Ce voyage parfois intitulé « Voyage à pied du canal de Holmen à la pointe Est d'Amager » correspond approximativement à un voyage depuis la place Saint-Michel jusqu'au bois de Boulogne. Le titre exact est « Promenade du canal de Holmen à la pointe orientale d'Amager » (Fodrejse fra Holmens Canal til Østpynten af Amager).

Un éditeur lui offre l'année suivante de publier ce voyage, mais Andersen refuse, et il publie son texte à compte d'auteur. L'affaire se révèle un grand succès puisque les exemplaires se vendent aussitôt. Récit baroque dans le style de E.T.A. Hoffmann qu'Andersen admire, il y met en scène un personnage monstrueux dans lequel on reconnait le directeur de l'école de Slagelse qu'il avait détesté. 

« Il y a aussi une allusion indirecte à Meisling, à un moment donné, le poète rencontre le diable sous l'apparence d'un maître d'école : il avait l'air horrible, ses cheveux hirsutes encadraient un visage violacé, ses yeux avaient un éclat verdâtre et toute sa personne attestait qu'il avait singulièrement besoin de prendre un bain. »

Encouragé par ce succès, Andersen rédige un vaudeville : L'Amour dans la Tour Saint-Nicolas qui est sifflé et ne reste à l'affiche que trois jours. Le théâtre sera presque toujours un échec pour l'écrivain.

#### Premiers succès, premières attaques
En 1829 il obtient un succès considérable avec son premier récit d’Un voyage à pied depuis le canal Holmen jusqu'au point d'Amager, et malgré l'échec de sa farce, il commence à avoir une certaine notoriété au moment où ses amis commençaient à désespérer de lui et de ses excentricités.
Andersen publie encore un recueil de poèmes sous le titre Digte en 1830, et travaille en même temps à l'écriture de Le Nain de Christian II, roman historique. Mais tout d'un coup, il tombe amoureux d'une jeune fille, Riborg Voigt (1805-1883), qui apprécie les écrits du jeune auteur, mais qui malheureusement a déjà un fiancé,, et il laisse tomber son roman historique pour se lancer dans l'écriture de nouveaux poèmes un peu mélodramatiques. Il publie en 1831 Les Mélodies du cœur, puis encore Fantaisies et esquisses la même année.

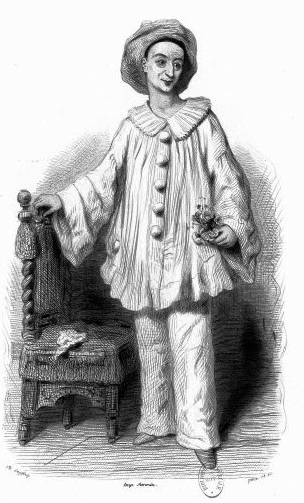
Pierrot auquel Carsten Hauch compare Andersen.

Selon Helge Topsøe-Jensen (da), Andersen aurait exagéré les persécutions dont il était victime dans le monde littéraire. Dans la période 1830-1833, il est beaucoup plus estimé par le public qu'il ne le dit dans ses autobiographies, même s'il subit effectivement des attaques. Johannes Carsten Hauch le représente au théâtre sous les traits de Pierrot. Il subit aussi de vives attaques de la part du poète Jens Immanuel Baggesen.
Mais il reconnaît lui-même qu'il est trop susceptible et qu'il a besoin de prendre du recul. Il se lance alors dans son premier grand voyage : Hambourg, Brunswick, les montagnes du Harz, Dresde, Leipzig et Berlin. Ce qui fournira le sujet d'un récit de voyage Skyggebilleder publié en 1831. La production d'Andersen devient alors très abondante si l'on excepte le roman historique qu'il ne terminera jamais. En 1832, il publie un nouveau recueil de poésies Les Douze mois et l'année suivante Poésies complètes (1833).
À cette époque, Andersen est considéré comme membre de la famille Collin, Jonas Collin lui servant de père, son fils Edvard, tenant lieu de frère raisonnable. Il tomba amoureux du fils Collin, mais celui-ci fut dans l'incapacité de lui rendre son amour. Alors graduellement Andersen tombe amoureux de la fille cadette de Collin, Louise, qui devient une jeune fille. Heureusement, l'écrivain a pris le goût des voyages, ce qui le détourne de problèmes sentimentaux.

### Les voyages
En 1833, il passe douze jours en Allemagne. Il rend visite au compositeur Ludwig Spohr et à Francfort, il se rend au ghetto juif, dans la rue même où vit la vieille mère des riches Rothschild. Elle refuse de quitter ces lieux par superstition, elle pense qu'il arrivera malheur à ses fils si elle abandonne sa demeure d'origine. L'un d'eux vit d'ailleurs non loin de là, dans une grande maison, avec valet de pied à l'entrée. Andersen utilise le thème des Rothschild pour son Livre d'images sans images,.

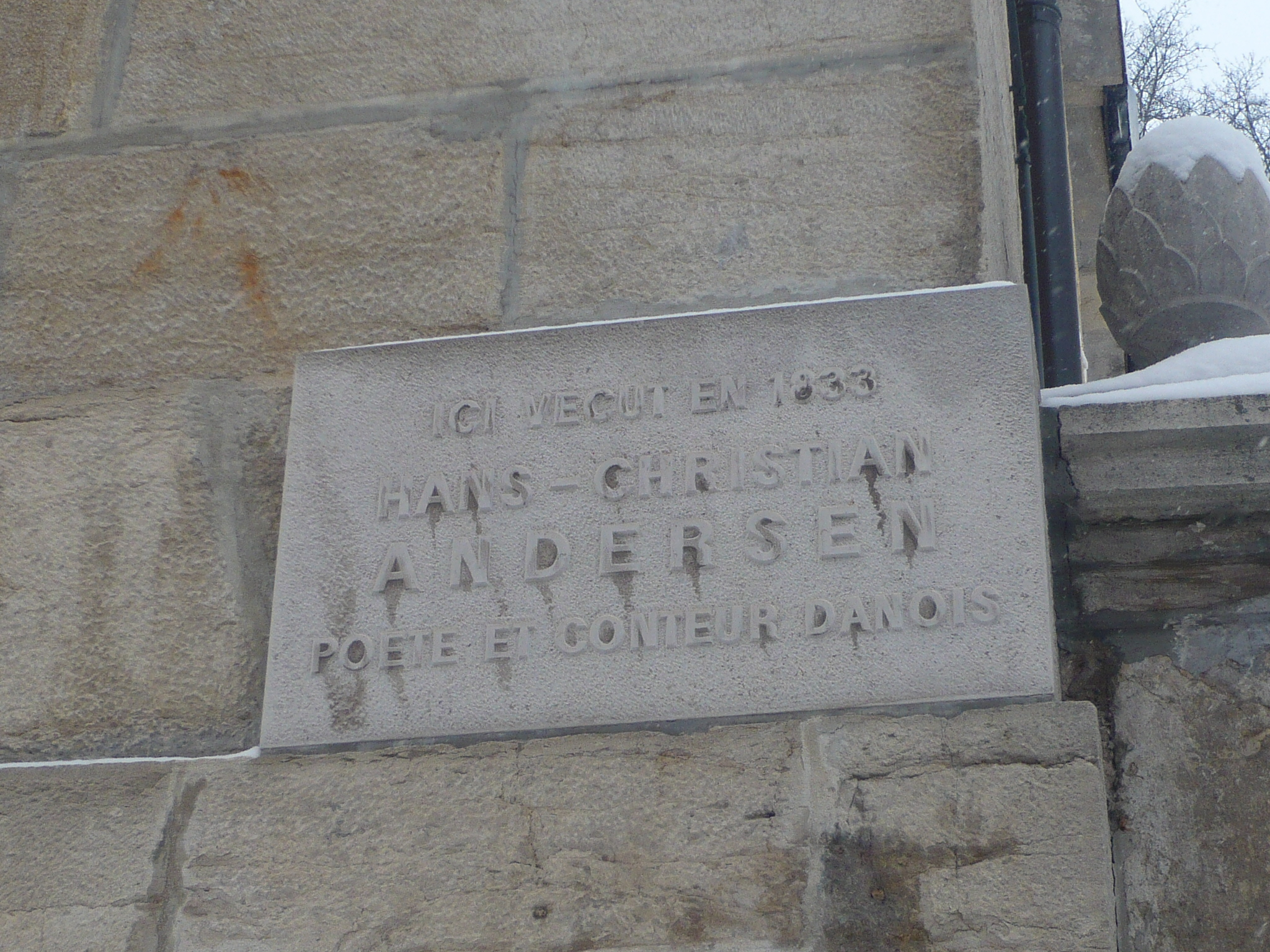
Plaque commémorative sise Rue du Crêt Vaillant 28 au Locle, Suisse, domicile de l’horloger Houriet qui accueillit Andersen.

Le 10 mai, l'écrivain danois est à Paris, ville décevante au premier abord, mais qui le séduit bientôt quand le soleil brille et que l'on fête le troisième anniversaire de la Révolution de Juillet. Il y rencontre le tout-Paris littéraire, mais aussi le compositeur Luigi Cherubini et Heinrich Heine qui aura tant d'influence sur ses écrits. Il quitte bientôt Paris pour un périple en Suisse, au Locle dans le canton de Neuchatel (massif du Jura) où il écrit un nouveau poème dramatique Agnès et le Triton, peu apprécié de Jonas et d'Edvard Collin qui lui en font la remarque. Andersen, très fâché, répond : « La critique d'Edvard de la première partie d’Agnès et la vôtre, au sujet de la forme négligée, sont les seuls mots que j'ai entendus si loin de chez moi sur une œuvre dans laquelle j'ai mis de grands espoirs et une grande joie, aussi vos propos m'ont affecté profondément. »

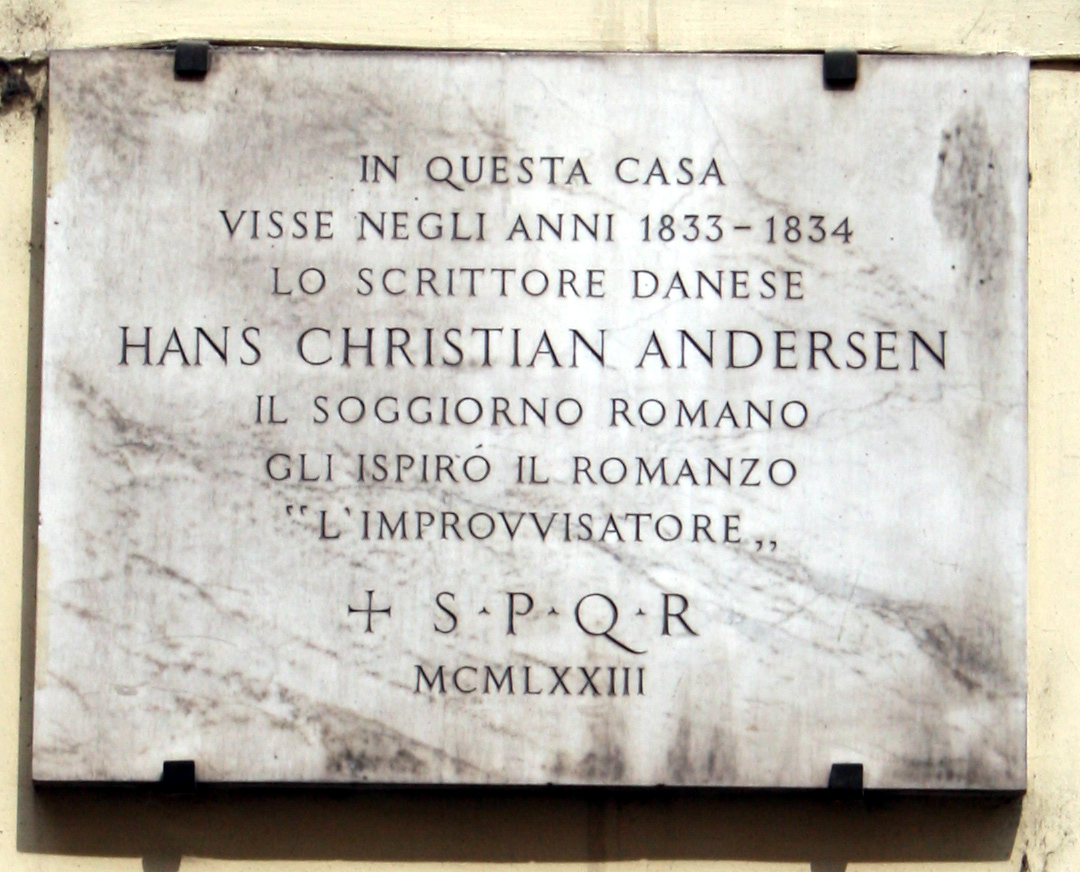
Plaque commémorant le passage de Hans Christian Andersen à Rome en 1833-1834.

Mais déjà Andersen est reparti pour l'Italie. Il en revient ébloui et publie ses impressions sous forme d'un roman : L'Improvisateur (1834-1835), deux volumes écrits sous l'influence de Germaine de Staël. Ce roman va lui apporter une gloire internationale, avec des traductions en français, anglais, russe, suédois, néerlandais etc.
L'année suivante (1835) il donne la deuxième livraison de ses contes de fées, puis la troisième en 1837, et le Livre d'images sans images en 1839.
La critique danoise est aussi agressive qu'anonyme pour les contes auxquels elle reproche tout et n'importe quoi. Des articles négatifs paraissent non signés : 

« Nul ne peut raisonnablement prétendre que le respect de la vie chez un enfant est encouragé par la lecture d'épisodes comme Grand Claus tuant sa grand-mère et Petit Claus le tuant. Cela est raconté comme s'il s'agissait d'un taureau frappé sur la tête. L'histoire de La Princesse au petit pois frappe la critique comme étant non seulement indélicate, mais parfaitement impardonnable. »

On lui préfère les contes moralisateurs de Christian Frederik Molbech, très en vue. Même son ami Johannes Carsten Hauch, quoique bienveillant sur La Princesse au petit pois, dénigre Le Briquet de façon incompréhensible. Selon P.G. La Chesnais : « Inspiré du conte des Mille et Une Nuits et du personnage d'Aladin, Andersen aurait ainsi exprimé son sentiment de triomphe après avoir achevé L'Improvisateur. » Pourtant, malgré les réticences de ses compatriotes, ces contes allaient connaître, deux ans plus tard, le succès fulgurant que l'on sait, avec une première traduction illustrée en Allemagne, puis dans le monde entier.

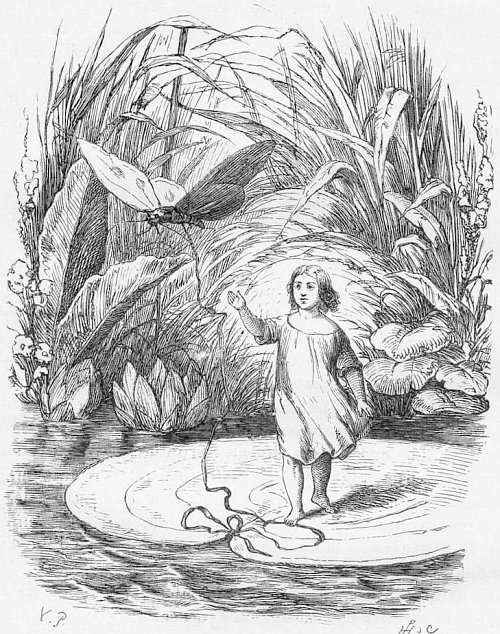
Poucette par Vilhelm Pedersen (1820-1859).

Dans ces années-là, Andersen continue à voyager, à écrire des récits, et alimente encore la série des contes de fées régulièrement. En 1843, il est à Paris, fêté par les meilleures plumes françaises, les sculpteurs (David d'Angers), les artistes, les peintres. C'est d'ailleurs là qu'il fête son anniversaire, personne au pays n'a pensé à le lui souhaiter, ce qui le rend fou de rage.

### La reconnaissance au Danemark

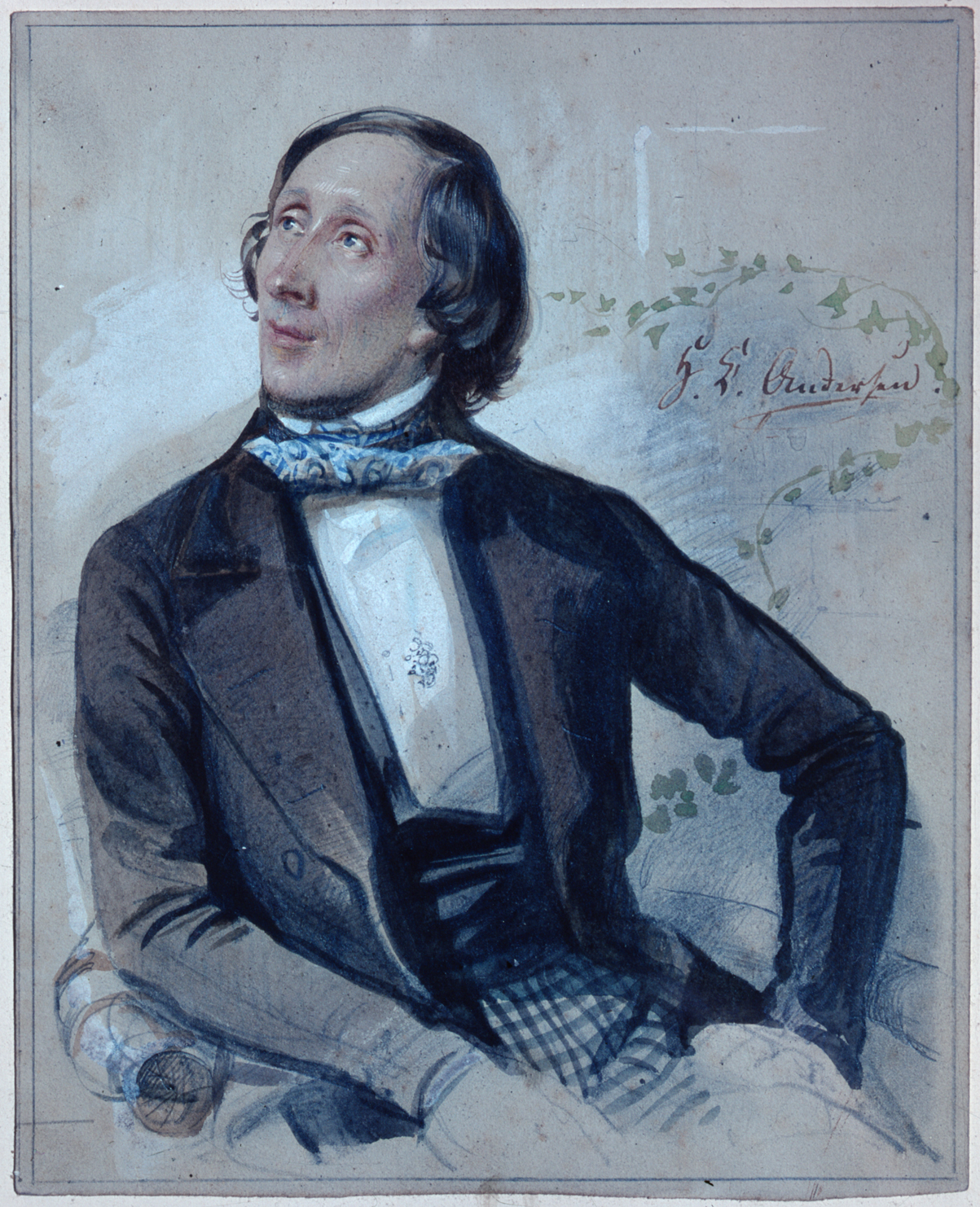
Andersen en 1845.

Pendant l'été 1844, Andersen est à Weimar dans la demeure de Freiherr von Beaulieu-Marconnay, grand chambellan du duc de Weimar, en 1846 il est chez le prince Radziwiłł. Mais ce qui le touche le plus, c'est qu'on lui remet cette année-là, dans son pays même, l'importante décoration du Dannebrog, ordre de chevalerie qui remonte au XIIe siècle.
Toutefois, il lui semble que les Collin n'ont pas pris la mesure de sa célébrité et que « nul dans son pays n'est fier de lui ». Ce qui est totalement injuste comme il va le vérifier par la suite. Après une visite inoubliable en Grande-Bretagne (1847) et un accueil merveilleux, notamment de Charles Dickens,, il est reçu au Danemark en héros. Malheureusement, le soulèvement du Schleswig-Holstein (qui aboutira à la guerre des Duchés en 1864) assombrit son bonheur. Lors de sa deuxième visite en Grande-Bretagne en 1857, il essaie d'attirer l'attention de ses amis anglais sur le sort de son pays attaqué. Mais il se voit répondre que le Danemark est fort capable de se défendre seul.
Du coup, Andersen reprend ses pérégrinations, ses récits : d'abord en Suède, puis en Espagne, et de nouveau à Paris pour l'exposition universelle de 1867. Et il poursuit l'écriture de ses contes, jusqu'en 1872.
Andersen a laissé à ses contemporains l'image d'un gaffeur qui est restée longtemps attachée à sa personnalité hypocondriaque, ou maladroite. Dans ses Mémoires sur Andersen, Jonas Collin rapporte qu'à Londres, Dickens avait conseillé à Andersen de noter le nom de la rue où il habitait sur un morceau de papier : s'il se perdait, il pourrait demander son chemin. (L'écrivain danois parlait très peu d'anglais). Andersen suivit le conseil de son ami, et au coin de la rue, il nota les mots suivants : « Ne rien afficher (Stick no bills) ». Évidemment, il perdit son chemin, montra ses notes à un agent qui le prit pour un fou, et l'emmena au commissariat de police. Il fallut que le consul du Danemark vienne le tirer de là en expliquant qu'il n'était pas fou.

Le 6 décembre 1867, il avait été nommé citoyen d'honneur de la ville d'Odense, ce qui dépasse de loin tous les honneurs dont il a été couvert à l'étranger. Il estime que cette récompense est « la plus honorable et la plus diverse ». Dans ses Mémoires, il écrit en 1875 : 

« J'ai été deux fois à Paris... J'ai été fait conseiller d'État et à Odense, j'ai reçu un hommage qui est parmi les plus rares que ce monde puisse offrir à quiconque. »

Les hommages dans son pays se succèdent ainsi jusqu'à sa mort. Dès 1868, le jeune critique littéraire Georg Brandes vient lui rendre visite et s'intéresse à ses travaux. Rasmus Nielsen (1809-1884), un des enseignants les plus importants de l'Université de Copenhague, commence une série de conférences sur ses contes de fées en 1869.

### Les dernières années

#### Les honneurs
Andersen est maintenant l'homme le plus fêté et le plus choyé du Danemark. Le 6 septembre 1869, qui correspond approximativement au cinquantième anniversaire de son arrivée dans la capitale, ses amis organisent un banquet de deux cent quarante quatre couverts en son honneur. Les voyages lui conviennent moins car il se sent mieux chez lui. Au mois d'octobre de cette même année, il va jusqu'à Toulon, et Nice, mais il écrit qu'il ne s'embarquera plus jamais seul désormais. Le globe-trotter est fatigué. En 1870, il écrit ce qui devrait être son dernier roman : Peer Le Chanceux. Il termine son manuscrit au moment où la guerre franco-allemande (1870) éclate en France. Andersen écrit dans son journal : 

« 15 octobre,- La guerre en France me bouleverse, je souffre d'idées fixes qui me rendent fou ; les horreurs qui se déroulent en France sont  perpétuellement devant mes yeux comme si je les vivais moi-même : je vois des baïonnettes qui me percent, des flammes sur la ville, mes amis qui meurent, ou bien je rêve qu'on m'emprisonne ,. »

 Le 31 décembre 1870 il écrit : « L'horrible année 1870, pleine de sang. » Andersen se fait maintenant tirer l'oreille pour se déplacer. Il refuse d'abord un voyage en Norvège en 1871, puis il accepte à contrecœur.

#### Le problème du droit d'auteur

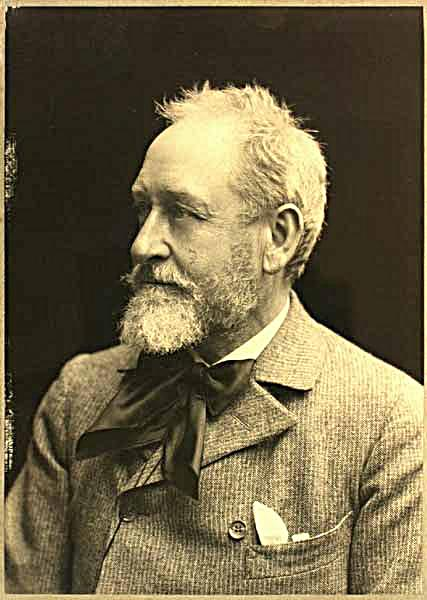
Nicolaj Bøgh en 1920. en 1874, il accompagnait Andersen en Italie.

Heureux chez lui, Andersen ne vit pourtant pas dans l'aisance, malgré sa notoriété internationale. Les éditeurs étrangers ne lui versent pas d'argent puisqu'il n'y a pas d'accord international sur les droits d'auteur. Andersen n'est payé que s'il publie son manuscrit directement dans un pays, avant d'être édité au Danemark. Ainsi en 1872, lorsque paraît un volume de treize nouveaux contes, huit d'entre eux sont déjà parus aux États-Unis. On y trouve notamment Le Grand serpent de mer, une fantaisie inspirée du câble télégraphique qui relie l'Europe à L'Amérique.
En novembre de la même année, il publie ses quatre derniers contes : L'histoire de la vieille Jeanne (ou Ce que racontait la vieille Jeanne), La Clef de la porte (La Clef du portail), L'Infirme (ou l'Éclopé) et Tante Rage-de-dents (ou Tante Pal-de-dents). Andersen ne voyage plus seul désormais. Il refuse d'aller en Amérique. Mais il rend visite à Ibsen à Dresde, il va ensuite à Vienne, puis à Venise, et il tombe malade pendant l'hiver 1873 auquel il pense qu'il ne survivra pas.
Pourtant en mai, il entreprend son dernier voyage en Allemagne et en Suisse en compagnie d'un jeune écrivain danois Nicolaj Boegh (Nicolaj Bøgh).
Il en revient perclus de douleurs. Et malgré le cadeau d'anniversaire du roi qui lui décerne un titre honorifique : Conseiller privé (Konferenceraad), l'écrivain tombe dans un état de mélancolie. De plus, le poète anglais Edmund Gosse, qui souhaite traduire à Londres les derniers contes d'Andersen, se voit opposer un refus catégorique de la part des éditeurs britanniques qui perdent trop d'argent avec la pratique de la contrefaçon, précisément parce que l'auteur est très populaire (à cette époque, plus un auteur était populaire plus grand était le nombre de contrefaçons).

#### La dette des enfants

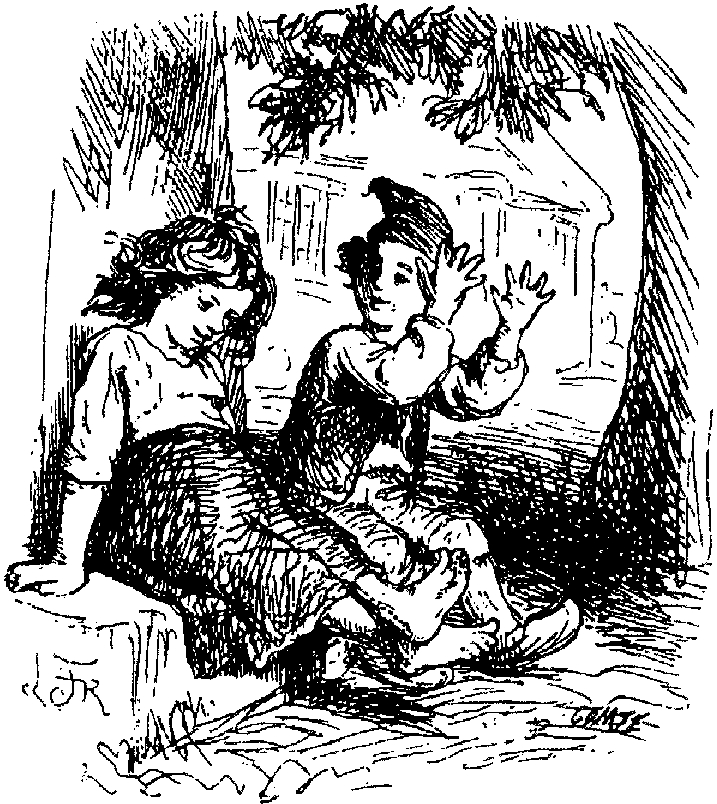
Enfants par Lorenz Frølich.

En 1874, alors qu'il séjourne au manoir de Bregentved, chez le comte Helmuth Karl Bernhard von Moltke, Andersen reçoit une lettre d'une petite Américaine. Le pli contient un dollar et une coupure de presse où on lance un appel aux enfants d'Amérique pour aider le vieil écrivain à vivre correctement. On y explique que les droits d'auteur qu'on lui verse sont insuffisants. Andersen est très embarrassé, d'autant plus que l'Amérique est le seul pays qui le rémunère. Il cherche à arrêter cette collecte. Mais les lettres d'admiration pleuvent et c'est un véritable raz de marée qui est déclenché aux États-Unis en sa faveur. Andersen, très ému, en perd le sommeil : il veut expliquer qu'il n'est pas dans le besoin, mais ses amis lui conseillent d'attendre. Une souscription nationale est lancée en sa faveur. En 1874, l'auteur des contes de fée envoie une lettre au rédacteur en chef du Philadelphia Evening News pour dissiper le malentendu, mais l'opération dette des enfants a pris une telle ampleur que rien ne l'arrête. L'épisode se termine par un envoi à Andersen d'une somme de deux cents rix-dollars accompagnée d'un luxueux ouvrage en deux volumes illustrés : Picturesque America.
En cette dernière année de sa vie, Andersen est contrarié par des tracasseries. Voulant imiter l'Amérique, le Danemark tente de lancer la même opération en faveur de l'écrivain. Mais ses ennemis s'empressent de tourner l'opération en dérision. Il y a aussi la collecte d'argent pour ériger sa statue, les ébauches du sculpteur August Saabye qui ne lui conviennent pas.

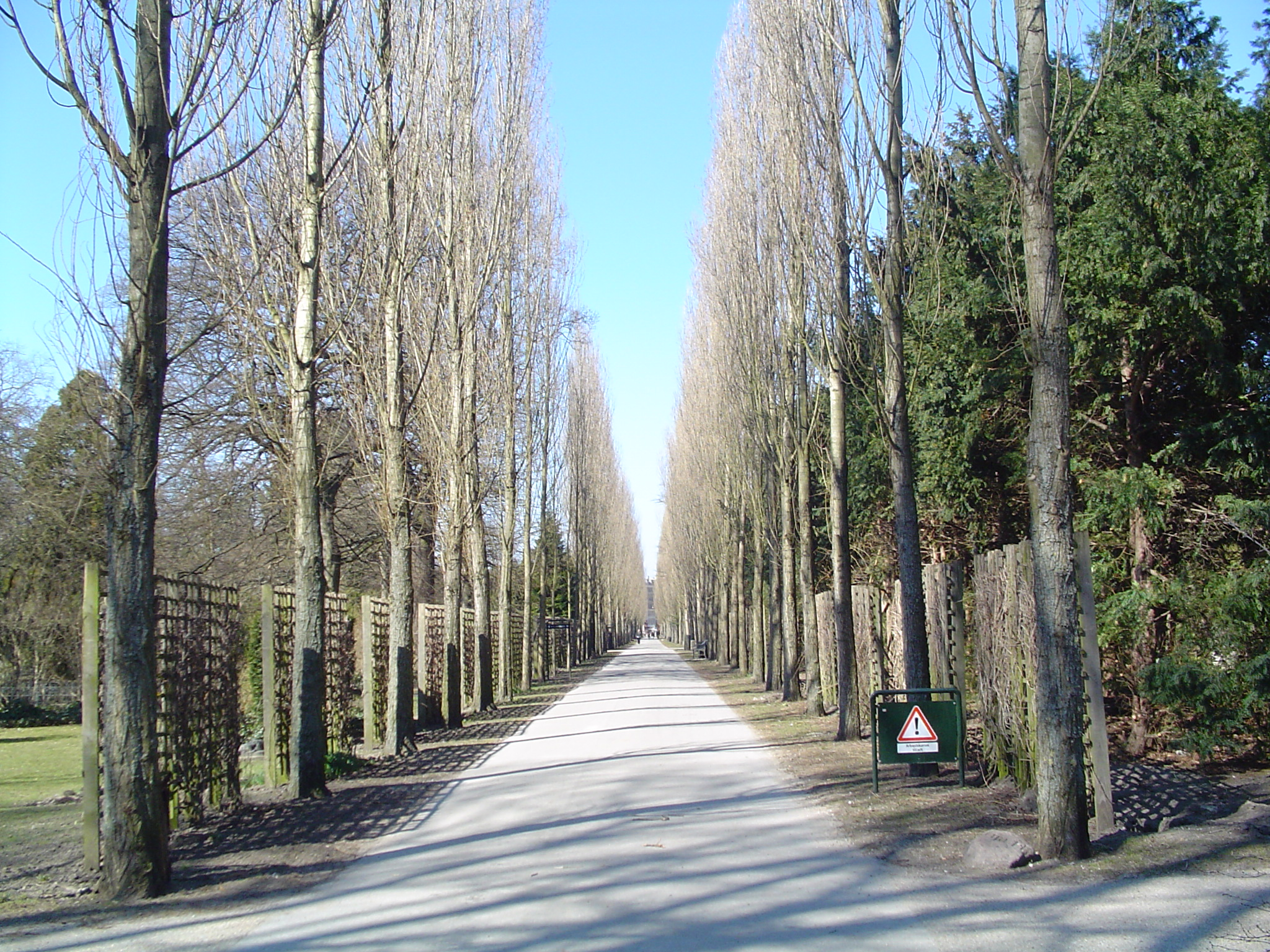
Avenue principale du cimetière Assistens.

Son seul plaisir est d'être invité régulièrement à la table de la famille royale avec les enfants du roi. Le vieil homme est épuisé, il tombe malade le 22 mai, et il ne se relèvera pas, victime d'un cancer du foie. Le 4 août 1875, sa fidèle amie Madame Dorothea Melchior, qui a continué à tenir son journal sous sa dictée, écrit : 

« À présent la lumière s'est éteinte. Quelle mort heureuse ! A 11h05, notre cher ami a rendu son dernier soupir. »

Andersen est enterré à Copenhague où il repose dans le cimetière Assistens.

### Les contes

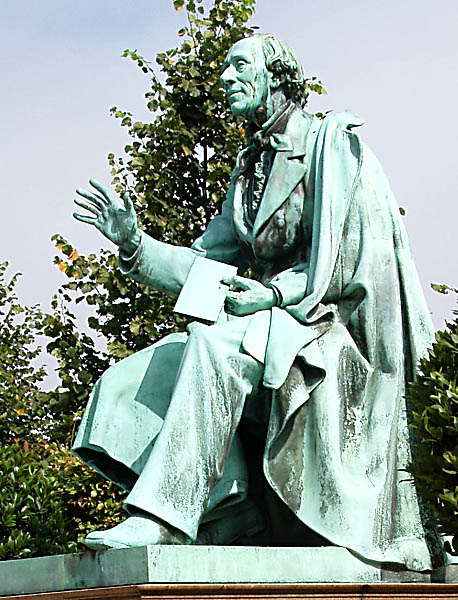
Statue d'Andersen à Copenhague.

#### Andersen le conteur
À partir de 1843, l'écrivain s'est défendu d'avoir écrit ses contes seulement pour les enfants. Pourtant les recueils publiés de 1832 à 1842 en six brochures, portent bien le titre : Contes pour enfants, titre qu'il ne reprendra pas, une fois la gloire venue, dans sa deuxième série de 1843-1848. 

« Andersen écarte pour commencer les modèles livresques en puisant son inspiration dans les contes qu'il a entendus dans son enfance, et s'adressant d'abord aux enfants (Il raconte lui-même, toute sa vie, des contes aux enfants, en les animant avec des papiers découpés). Il sait trouver un style parlé et vif, garder la saveur de la tradition populaire tout en l'affinant pour évoluer ensuite vers des créations originales. »

Tous ses biographes s'accordent à dire que la renommée d'Andersen repose entièrement sur ses histoires et contes de fées. « Ils ont été traduits dans plus de cent langues et on en republie encore des millions… Mais il importe de bien prendre conscience que lorsqu'on parle des contes de fées d'Andersen, tout le monde ne parle pas nécessairement des mêmes contes. Beaucoup restent encore peu connus au Danemark. Parmi les trente plus connus, on trouve les premiers contes publiés entre 1835 et 1850. »
Ce phénomène de conteur était très nouveau à l'époque en littérature, et si Andersen s'attira la sympathie des cercles intellectuels dans tous les pays, c'est parce qu'il venait d'inventer un genre qui se confondait avec la poésie.

#### Symbolique et autobiographie

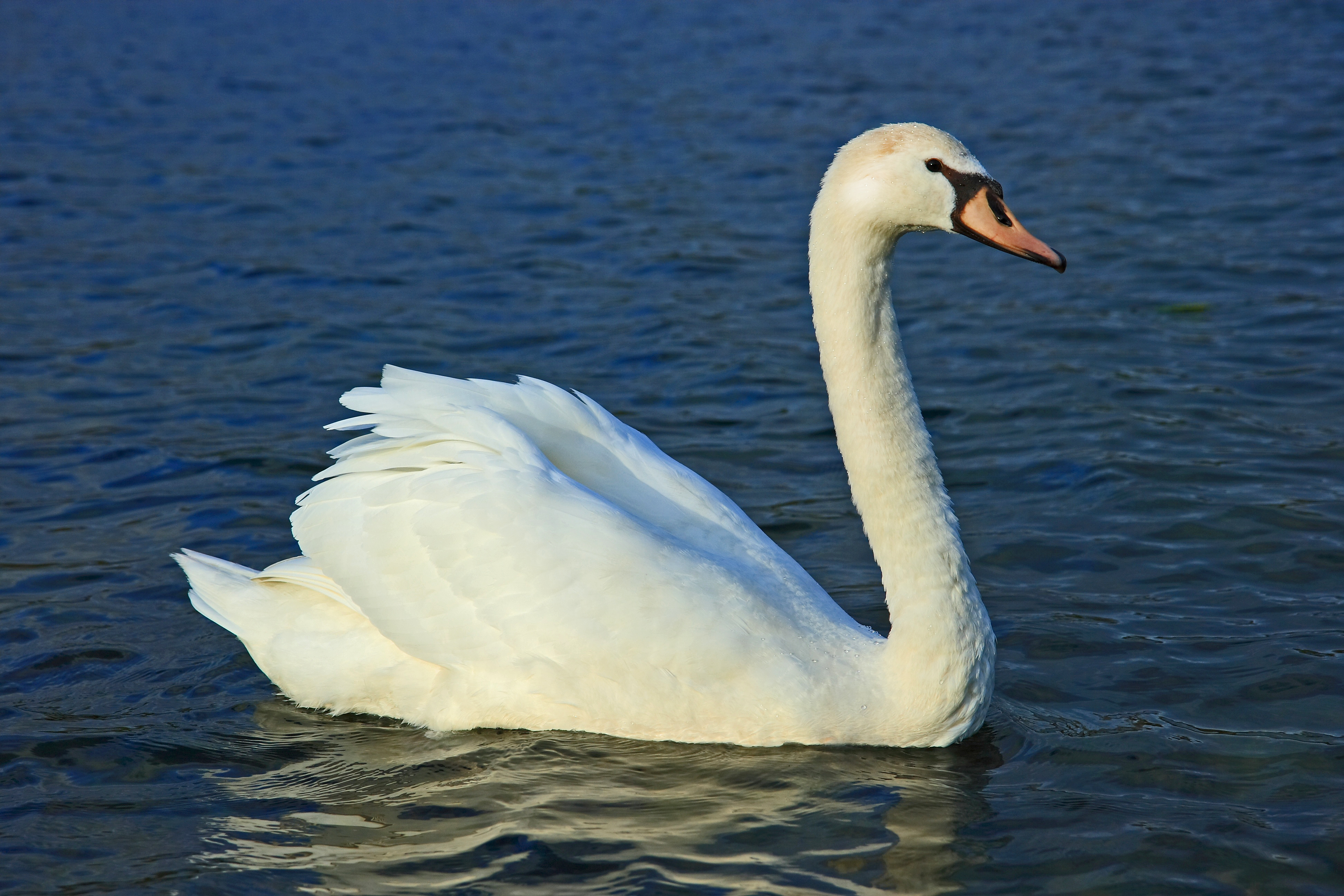
Le cygne symbole de la réussite d'Andersen.

Les cent cinquante-six contes d'Andersen ont tous été traduits en français, mais les titres varient d'une édition à l'autre. Ainsi, Le Stoïque Soldat de plomb peut devenir L'Intrépide soldat de plomb ou L'Inébranlable soldat de plomb. La Petite Sirène porte aussi le titre de La Petite Ondine.
La Petite Fille aux allumettes a une histoire particulière. Le 18 novembre 1845, alors qu'Andersen est l'hôte du duc d'Augustenborg et vit dans une extrême abondance, il est prié d'écrire un conte dans une lettre où on lui envoie trois illustrations à choisir. Il prend une gravure sur bois représentant une petite fille tenant un paquet d'allumettes soufrées. La petite lui rappelle, par contraste avec la vie princière qu'il mène maintenant, la misérable vie de sa grand-mère enfant, qu'on avait envoyée mendier et qui avait passé toute une journée sous un pont sans manger. Il avait déjà traité ce sujet dans Le Sanglier de bronze, mais il le reprend en plus austère. Son biographe précise que la maison même qu'il habite à Odense forme un renfoncement avec la maison voisine et qu'une petite fille s'y abrite réellement,.
Le Vilain Petit Canard est sans doute le plus inconsciemment autobiographique de tous les contes d'Andersen. Conçu en juillet 1842, après l'échec de sa pièce de théâtre L'Oiseau dans le poirier, qui fut sifflée à la première du 4 juillet de la même année, le Petit Canard, commencé fin juillet, paraît en octobre de l'année suivante. Andersen y a passé en revue les principales périodes de sa vie, de son enfance à Odense, les années d'étude, l'intimité dans la famille Collin. La poule incarne Madame Drewsen, fille aînée de Jonas Collin.
L'Escargot et le Rosier (1862) fait aussi partie des contes autobiographiques, inspiration qu'Andersen lui-même revendique : « Ce conte fait partie des contes vécus. » Hans Brix et Anker Jensen précisent : « Le point de départ de l'histoire est une dispute avec Jonas Collin qui accompagnait Andersen dans son voyage à Rome. »
La Petite Sirène, paru en 1837, bien que non revendiqué comme tel, est considéré par la critique comme un conte autobiographique, qui illustre son amour impossible pour Edvard Collin, le renoncement aux relations sexuelles et l'homosexualité (ou bisexualité) refoulée de l'auteur,,,.

#### Une contribution à un genre littéraire nouveau

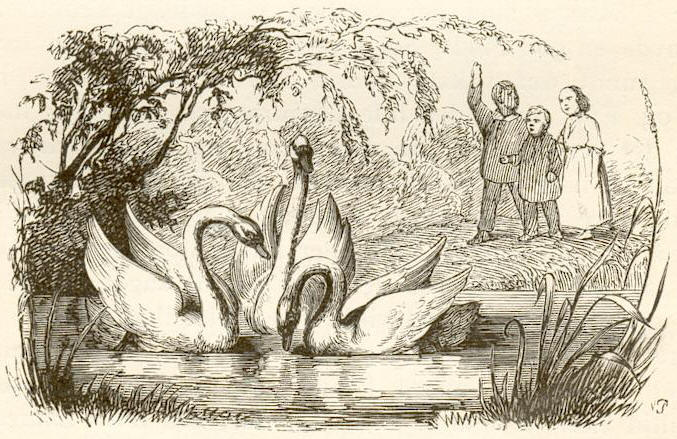
Le Vilain Petit Canard par Vilhelm Pedersen.

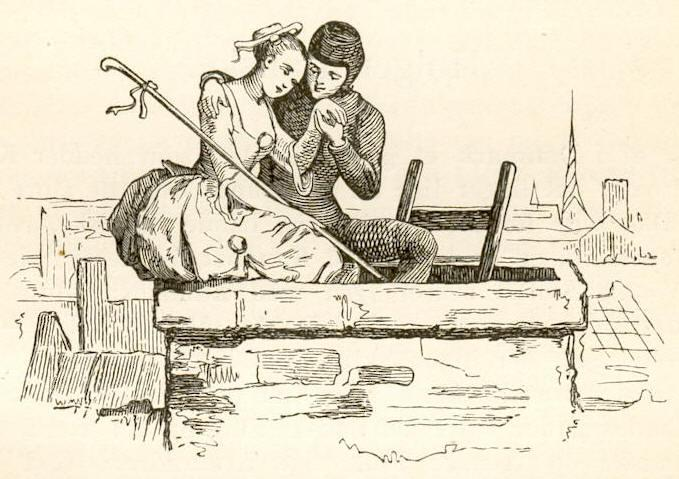
La Bergère et le Ramoneur par Vilhem Pedersen.

Andersen commence relativement tard (1835) à publier des contes si l'on considère le volume des pièces de théâtre, et autres récits qu'il a écrits auparavant. C'est parce qu'à cette époque-là, le conte n'est pas un genre littéraire. « Les seules affaires d'importance dans la société danoise, au moment des débuts d'Andersen, sont la littérature et la religion. Les grands évènements sont les livres nouveaux, les pièces nouvelles, et le monde littéraire danois est dominé par l'autorité croissante de Heiberg. »
Andersen lui-même ne considère pas le conte comme un genre littéraire puisqu'il le déguise sous forme de poème dans un recueil paru en 1830. Sous le titre Le Revenant, il publie un texte qu'il remaniera plus tard et qui paraît en 1835 sous le titre Le Compagnon de voyage dans son premier recueil de contes. Pourtant il a bel et bien créé un genre, car, contrairement à Jacob et Wilhelm Grimm, il n'est pas un compilateur de contes populaires, mais un créateur. Le conte est pour lui un mode naturel d'expression, un talent dont Georg Brandes pense « qu'il faut du courage pour l'exprimer librement et aisément ».
Son inspiration provient de trois sources principales :
1. Les récits qu'il a entendus dans son enfance et parmi lesquels se trouvent Les Mille et Une Nuits d'où il tire Le Briquet ou La Malle volante, ainsi que les contes traditionnels scandinaves d'où vient la Princesse au petit pois[92],[89]. (Ce point est très discuté[93]) ;
2. L'observation de la vie quotidienne, les histoires vraies et les choses vues. La forme littéraire du conte tel qu'il la pratique : style direct, phrases concises, peut se confondre avec certains passages de ses récits de voyages. Notamment dans Le Voyage dans le Hartz, après avoir vu à Brunswick la pièce Trois jours de la vie d'un joueur (adaptation allemande de Trente ans ou la vie d'un joueur de Victor Ducange), il s'embarque dans un conte qui part de la pièce de théâtre pour aboutir à une histoire de prince[94] ;
3. Autobiographie directe, sa propre vie : Le Vilain Petit Canard ou indirecte, la vie de sa famille ou de son entourage : l'histoire de sa grand-mère misérable (La Petite Fille aux allumettes)[95].

Des trois sources, il tire des éléments féériques ou fantastiques.
Jean-Michel Adam et Ute Heidmann dans leur étude des quatre premiers contes du Premier cahier de 1835 insistent sur la façon dont Andersen réinvente le genre du conte dans un dialogue avec les Grimm (exemples de La Princesse au petit pois et du Briquet), avec le genre du fabliau (pour Le petit Claus et le grand Claus) et, à la fois, le conte fantastique comme Casse-Noisette et le Roi des souris d'E.T.A. Hoffmann et le genres des contes étiologiques (pour Les fleurs de la petite Ida).

### Le théâtre
Au théâtre, Andersen connaît de nombreux déboires dès son premier essai en 1828 avec un vaudeville intitulé : L'Amour dans la Tour Saint-Nicolas qui est sifflé et ne reste à l'affiche que trois jours. Autre échec retentissant : La Jeune mauresque qui n'est acceptée qu'après de longues tractations (30 octobre 1840) avec l'actrice, madame Heiberg, qui refuse le rôle principal. Les années 1839 et 1840 sont particulièrement éprouvantes pour lui. Il décrit ses tribulations dans ses Mémoires : « Pendant de nombreuses années, le théâtre a été la cause de beaucoup d'amertume dans ma vie. »
Ses œuvres précédentes ont été pourtant assez bien accueillies : Séparation et retrouvailles (comprenant deux pièces distinctes : Les Espagnols à Odense et Vingt ans plus tard), (1836). Et plus tard son vaudeville l'Homme invisible de Sprögo, présenté au Théâtre royal en juin 1839 fait salle comble pendant assez longtemps.
Mais par la suite, il n'obtient qu'un succès éphémère dans Le Mulâtre, présentée le 3 février 1840, et dont le sujet lui a été fourni par une nouvelle de Fanny Reybaud : Les Épaves. C'est d'abord un grand triomphe populaire. Mais, lorsqu'un journal de Copenhague publie la traduction danoise de la nouvelle française, la pièce n'est plus considérée comme un drame romantique original. La note dans laquelle Andersen reconnaissait sa dette envers l'auteur français a été omise par l'éditeur danois. Cette même année, l'Album sans image pourtant considéré comme charmant ne retient pas davantage le public. Andersen ne persiste d'ailleurs pas longtemps dans la voie du théâtre.

Dans Mit Livs Eventyr, Andersen reconnaît qu'il s'est fourvoyé : 

« Les torts sont peut-être miens, ou peut-être pas, peu importe : le public m'était hostile, j'étais sans cesse manipulé et mal traité. Je me sentais blessé... mal à l'aise chez moi.  Je laissai la pièce suivre sa destinée et je me hâtai de partir en voyage. »

Et en effet, le 30 octobre 1840, il n'assiste pas à la première représentation de La Jeune mauresque, et il part le lendemain.
Il se consacre dès lors aux contes, récits de voyages, nouvelles, dessins et papiers découpés qui lui assurent une plus grande notoriété.

### Les autres talents d'Andersen

#### Esquisses et croquis

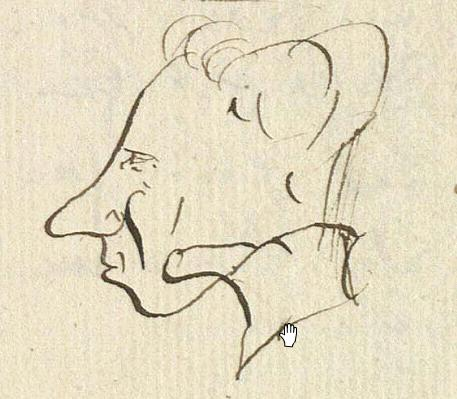
Autoportrait d'Andersen.

Andersen avait un don de dessinateur qui reste peu connu du grand public. Bien qu'il n'ait jamais pris de cours de dessins, il faisait de nombreux croquis au crayon ou à la plume, surtout pendant ses voyages à l'étranger. Les esquisses tenaient lieu de souvenir et lui permettaient de se rappeler les paysages qu'il avait vus. Son tout premier dessin date de 1831 et représente le château de Regenstein en Allemagne. Et d'autres esquisses encore plus nombreuses ont été réalisées en 1833-1834, lors de son voyage en Suisse dans les montagnes neuchâteloises au Locle, mais aussi à Rome, Naples.
De Rome il écrit à Edvard Collin : « À Rome, tous les artistes m'encouragent en raison de ma bonne perception ; quoi qu'il en soit, mes nombreuses esquisses (déjà plus de cent) sont pour moi un trésor qui me donnera beaucoup de plaisir chez moi. » En tant qu'artiste, Andersen peut être, selon Kjeld Heltorf, rattaché aux naïfs. Il reste 70 esquisses au crayon et 250 dessins à la plume sur l'ensemble de ses dessins.

#### Les découpages en papier

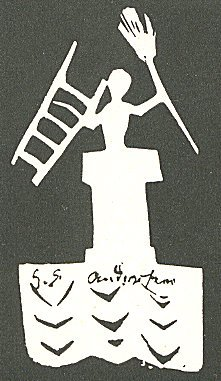
Silhouette du Ramoneur par Andersen.

Un autre talent d'Andersen, plus connu, est son habileté à produire des découpages en papier, notamment des silhouettes dont 1 777 ont été conservées par Sir Henry Dickens (1849-1933) qui avait huit ans en 1857, quand Andersen a séjourné chez son père Charles Dickens. Pour Andersen on peut parler de contre-silhouette puisqu'il les réalisait le plus souvent de face et sur papier blanc[réf. nécessaire]. Les motifs extrêmement raffinés et fantaisistes sont souvent repris au Danemark. Rigmor Stampe (qui sera la femme du compositeur danois Victor Bendix) écrit au sujet de ces découpages : 

« Ils étaient très importants pour les enfants de la famille. Tout en parlant, Andersen pliait une feuille de papier, laissait les ciseaux aller et venir en faisant des courbes, puis il dépliait le papier, et il y avait des figures. C'était, si l'on peut dire, de petits contes de fées, non des illustrations pour ses contes écrits, mais des expressions de la même imagination. Il s'en tient à une série limitée de motifs qu'il ne cesse de répéter. Ses sujets sont principalement des châteaux, des cygnes, des lutins, des anges et autres personnages imaginaires. »

## Œuvres

### Romans
Bien que la valeur des romans d'Andersen ait été occultée par l'énorme succès de ses contes, et diminuée par les critiques de ses contemporains, une relecture moderne permet de les éclairer sous un jour nouveau. Johan de Mylius considère que l'écrivain a fait « œuvre de pionnier » en introduisant au Danemark le genre moderne du roman contemporain contrairement aux jugements négatifs portés sur lui par Kierkegaard,.
- L'Improvisateur (1834-1835), deux volumes après un voyage en Italie, influencé par Germaine de Staël[45]
- O. T. (1836)
- Rien qu'un violoneux (1837)
- Les Deux Baronnes (1848)
- Conte de ma vie (1855) (autobiographie avec des allusions à la maison de réclusion d'Odense).
- Être ou ne pas être (1857)

### Contes
Selon la compilation réalisée par P.G. La Chesnais, Andersen a écrit cent cinquante six contes. 
Les contes les plus connus
- Le Vilain Petit Canard
- Les Habits neufs de l'empereur (ou : Les Habits neufs du Grand-Duc, Le Nouveau Costume de l'Empereur)
- Le Stoïque Soldat de plomb (ou : L'Intrépide Soldat de plomb)
- La Bergère et le Ramoneur (dont est tiré le dessin animé Le Roi et l'Oiseau de Paul Grimault et Jacques Prévert)
- La Reine des neiges
- La Princesse au petit pois (ou : La Princesse sur le pois, la princesse au pois, La Princesse sur un pois, ou encore, La Vraie Princesse)
- Les Cygnes sauvages
- La Malle volante (ou : Le Coffre volant )
- La Petite Fille aux allumettes
- La Petite Poucette

- La Petite Sirène
- Le Briquet dont l'adaptation en dessin animé date de 1946.
- Grand Claus et Petit Claus
- Le Crapaud
- L'Heureuse Famille
- La Grosse Aiguille
- Les Fleurs de la petite Ida
- Une semaine du petit elfe Ferme-l'Œil
- Le Compagnon de voyage
- Les Chaussons rouges
- La Pâquerette
- Le Rossignol et l'Empereur de Chine
- Le Scarabée vaniteux
- La Colline aux Lutins
- Le Jardin du paradis
- La Princesse et le Porcher
- Le Bonhomme de Neige

### Poésie
- Poésies (1830)
- Fantaisies et Esquisses (1831)
- Les Douze mois de l'année (1832)
- Poèmes anciens et nouveaux (1847)
- Chants et chansons patriotiques (1851) (poésie romantique, influencée par Heinrich Heine)[45]

### Récits de voyage
- Voyage à pied à Amager (1828)
- Promenade du canal de Holmen (1839)
- Images d'ombres rapportées d'un voyage dans le Harz (1831)
- Voyages en Suisse 1833-1873,
- Le Bazar du poète (1842), souvenirs de voyage en Orient
- En Suède (1851)
- En Espagne (1863)
- Visite au Portugal (1866)

### Divers
- Livre d’images sans images (1840), récit de voyage de la Lune qui dialogue avec l'écrivain et lui décrit des paysages qu'elle a vus.

### Théâtre
- Amour sur la tour Saint-Nicolas (1829)
- La Mulâtresse (1839)
- Nouvelle ruelle de l'accouchée (1840)

## Réception des œuvres d'Andersen
En juillet 1869, Georg Brandes fait paraître un long essai sur Andersen intitulé « H.C. Andersen, auteur de contes de fées » dans le journal Illustreret Tidende qui commence ainsi : « Il faut du courage pour avoir du talent. On doit oser se fier à sa propre inspiration, on doit accepter l'idée de votre cerveau est sain, on doit s'appuyer sur la forme qui vous vient naturellement, même si elle est nouvelle, elle a le droit d'exister. (…) Cela exprime de façon confiante le droit qu'a un homme de talent de choisir de nouveaux matériaux, d'établir de nouvelles formes, jusqu'à ce qu'il trouve pour sa construction un emplacement tel que, sans se mettre à la torture, il puisse utiliser toute sa force et s'exprimer librement et aisément. Un tel site pour ses constructions, H.C.Andersen l'a trouvé dans le conte de fées. »

Son contemporain et compatriote Søren Kierkegaard (1813-1855) se lance dans une critique dévastatrice du roman qu'Andersen a publié en 1838 au Danemark : Rien qu'un violoneux et qui est réédité avec O.T. en Angleterre en 1845. Dans Extraits des papiers d'une personne encore vivante, publiés contre sa volonté (1838), avec pour sous-titre : « Sur Andersen comme romancier avec un constant regard sur son œuvre la plus récente (Rien qu'un violoneux) », seul ouvrage de Kierkegaard traduit en anglais, on trouve une critique considérée comme injuste de nos jours. Il dit au sujet du personnage principal du livre : 

« Ce qui périt dans le roman d'Andersen, ce n'est pas un génie qui lutte, mais un pleurnicheur à qui on a dit qu'il était un génie et qui partage seulement avec le génie le fait qu'il souffre. »

 Cependant le livre de Kierkegaard a peu attiré l'attention, de même que celui d'Andersen, et on disait à l'époque qu'ils étaient l'un et l'autre les seuls à les avoir lus.
En janvier 1848, Charles Dickens écrit à Andersen : « J'ai lu et relu cette histoire (la vieille maison) avec le plus indicible plaisir... Revenez bientôt en Angleterre ! Mais quoi que vous fassiez, ne cessez pas d'écrire, car nous ne pouvons nous payer le luxe de perdre aucune de vos pensées. Elles sont trop purement et simplement belles pour être gardées dans votre tête. »

## Postérité

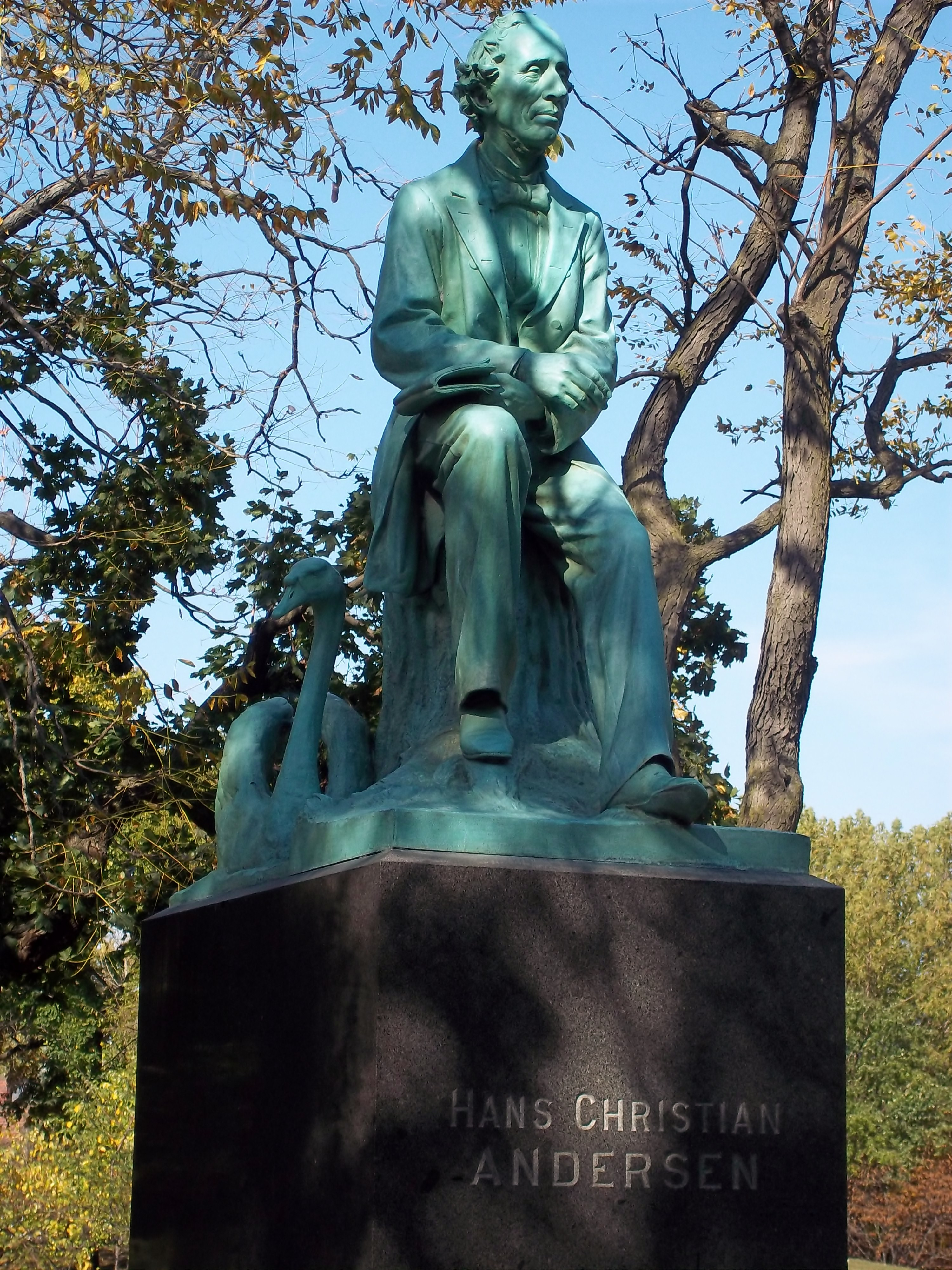
Une statue d'Andersen trône dans Lincoln Park à Chicago.

### En littérature
En 1882, August Strindberg dans une dédicace à sa fille Anne-Lise écrit : 

« En Suède, nous ne disons pas Hans Christian, mais seulement Andersen, car nous ne connaissons qu'un seul Andersen. Il est l'Andersen de nos parents, de notre enfance, de notre âge adulte, de nos vieux ans... Dans les contes d'Andersen, j'ai découvert l'existence d'un autre monde, d'un âge d'or tout de justice et de compassion, dans lequel les parents n'avaient pour leurs enfants que des gestes de tendresse... une chose que je n'avais jamais connue jusque-là projetait une douce lumière sur la pauvreté même et la résignation : lumière qui est connue sous le nom bien désuet aujourd'hui d'AMOUR. »

Simon Leys lui rend hommage dans son recueil Essais sur la Chine où il réunit un ensemble de textes dont le plus fameux est Les Habits neufs du président Mao. Il montre comment Mao, écarté du pouvoir après l'échec du grand bond, a repris les commandes avec la révolution culturelle, en manipulant la jeunesse. Le titre est issu de Les Habits neufs de l'empereur, Simon Leys place d'ailleurs en exergue la phrase-clé du conte d'Andersen en citant l'auteur : « - Mais papa, l'Empereur est tout nu ! s'écria l'enfant - Hans Cristian Andersen - Les Habits neufs de l'empereur »
L'empereur est nu, essai de William Olivier Desmond, Isabelle Chapman, Marie-Claude Elsen, et Jack Herer, publié en 1985 fait aussi référence au conte Les Habits neufs de l'empereur. L'ouvrage propose de la réhabilitation du chanvre puisqu'on ne peut arrêter sa production.
Le Roi est nu est aussi le titre d'un livre de Laurent Joffrin qui fait encore référence au conte d'Andersen les Habits neufs de l'Empereur, soulignant le peu de marge de manœuvre économique de Nicolas Sarkozy.
D'une manière générale, la formule Le Roi est nu ou L'Empereur est nu est passée dans le langage courant pour souligner des apparences trompeuses ou un manque de pouvoir inavoué.

### Monuments et attractions
La maison où il a passé son enfance dans sa ville natale d'Odense se visite, et à Copenhague on ne compte plus les statues à son effigie. Sur Rådhuspladsen, la place de l'Hôtel de ville, il a son musée : le « H.C. Andersen eventyrhuset » (H.C. Andersen la maison des contes de fées), où l'on peut déambuler dans les rues de l'Odense du XIXe siècle avant d'entendre conter ses histoires au travers de dioramas animés.
Dans le Sud des Pays-Bas, le parc d'attractions Efteling abrite (entre autres) le bois des contes dans lequel on peut voir les œuvres de H. C. Andersen s'animer.
H. C. Andersen est honoré à Malaga, en Andalousie, par une statue de bronze (œuvre de José María Córdoba sur la plaza de la Marina) : exécuté à la demande de la maison royale du Danemark, le monument rappelle que l’écrivain y a séjourné à l’automne 1862 et en a parlé de façon élogieuse.

### Adaptations
Les contes d'Andersen ont donné lieu à de nombreuses adaptations théâtrales, des dessins animés, des comédies musicales, des ballets. Notamment La Petite Sirène qui a été adaptée sur scène : 
- À l'Olympia à Paris de 2007 à 2009, comédie musicale mise en scène de Jeanne Deschaux
- Au théâtre national de Chaillot, en ballet, en 2009, chorégraphie et mise en scène de Sébastien Savin
- La Petite Sirène, comédie musicale de Walt Disney Theatrical d'après le dessin animé de 1989 (2007)

### Adaptations audio
Les médias évoluent et les contes s’adaptent aux nouveaux moyens de communication et nouveaux supports. Désormais grand nombre de contes sont traités en version « Livre audio ».
En 2010, Grikoo Productions publie une adaptation très originale de quelques contes de l'auteur : La Bergère et le Ramoneur, La Pâquerette, La Princesse et le Porcher, Le Rossignol et l'Empereur, Le Soldat de Plomb, L'escargot et le Rosier. Enregistrements audio réalisés et illustrés (musiques et bruitages) en Afrique de l’Ouest avec des conteurs traditionnels africains.

## Ouvrages

### Intégrales des 156 contes
Le texte des contes est aujourd'hui dans le domaine public.
- Contes, traduction de P. G. La Chesnais (1937-1943), Paris, Mercure de France, 1161 p, 1988.
- Œuvres tome 1, traduction de Régis Boyer, Paris, Gallimard, Bibliothèque de la Pléiade, 1528 p, 1992.
- Contes & Histoires, traduction de Marc Auchet, Paris, Le Livre de poche, La Pochothèque, 1638 p, 2005.

### Traductions partielles
(Liste non exhaustive)
Traduction de David Soldi, 49 contes traduits.
- 1856 - Contes d’Andersen, notice biographique par Xavier Marmier, Paris, Hachette, 23 contes, 384 p.
- 1861 - Nouveaux Contes, revus par Ferdinand de Gramont, Paris, J. Hetzel, 26 contes, 322 p.

Traduction d'Ernest Grégoire et Louis Moland, illustré par Yan' Dargent, 90 contes traduits.
- 1873 - Contes danois, Librairie Garnier Frères, 17 contes, 424 p.
- 1875 - Nouveaux contes danois, Librairie Garnier Frères, 28 contes, 444 p.
- 1880 - Les Souliers rouges et autres contes, Librairie Garnier Frères, 45 contes, 544 p.

Traduction d'Étienne Avenard, 56 contes traduits.
- 1900 - Les Contes d’Andersen, illustrations de Hans Tegner. Édité par Félix Juven, Paris, 508 p.

Traduction de Jan Dessau, illustré par Ridolfi
- 1966 - La Malle volante et autres contes d'Andersen, Éditions des Deux coqs d'or, coll. L'Étoile d'or, no 37, 14 contes, 244 p.

### Livres d'Andersen (hors contes)
- Le Conte de ma vie, autobiographie, éditions Stock, Paris, 1930, 297 p.
- Rien qu'un violoneux, traduit en français par Mathilde et Pierre Paraf, édition Gedalge, 1927.
- Œuvres tome 2, traduction de Régis Boyer, Paris, Gallimard, Bibliothèque de la Pléiade, 1995.
- H. C. Andersen, Voyages, traduit du danois par Michel Forget, Riveneuve Éditions, 2010.
- Le Bazar d'un poète, éditions José Corti, 2013.

#### Bases de données et dictionnaires
- Ressources relatives aux beaux-arts :   - Artists of the World Online
  - Bénézit
  - Bridgeman Art Library
  - British Museum
  - Kunstindeks Danmark
  - Musée national du Victoria
  - MutualArt
  - National Portrait Gallery
  - Nationalmuseum
  - RKDartists
  - Royal Academy of Arts
  - Te Papa Tongarewa
  - Union List of Artist Names
- Ressources relatives à la musique :   - International Music Score Library Project
  - Carnegie Hall
  - Discography of American Historical Recordings
  - Discogs
  - Grove Music Online
  - MusicBrainz
  - Muziekweb
  - Répertoire international des sources musicales
- Ressources relatives au spectacle :   - Archives suisses des arts de la scène
  - Les Archives du spectacle
  - Internet Broadway Database
  - Kunstenpunt
  - TheatreOnline
- Ressources relatives à la littérature :   - The Encyclopedia of Science Fiction
  - Internet Speculative Fiction Database
  - NooSFere
  - Projet de recherche en littérature de langue bretonne
- Ressources relatives à la bande dessinée :   - BD Gest'
  - Comic Vine
  - Tebeosfera
- Ressources relatives à l'audiovisuel :   - Filmportal
  - IMDb
- Ressource relative à la vie publique :   - Documents diplomatiques suisses 1848-1975
- Ressource relative à plusieurs domaines :   - Radio France
- Ressource relative à la recherche :   - Isidore
- Notices dans des dictionnaires ou encyclopédies généralistes :   - Britannica
  - Brockhaus
  - Collective Biographies of Women
  - Dansk biografisk leksikon
  - Den Store Danske Encyklopædi
  - Deutsche Biographie
  - Dictionnaire historique de la Suisse
  - Enciclopedia italiana
  - Enciclopedia De Agostini
  - Enciclopédia Itaú Cultural
  - Frankfurter Personenlexikon
  - Gran Enciclopèdia Catalana
  - Hrvatska Enciklopedija
  - Internetowa encyklopedia PWN
  - Nationalencyklopedin
  - Proleksis enciklopedija
  - Store norske leksikon
  - Treccani
  - Universalis
  - Visuotinė lietuvių enciklopedija
- Notices d'autorité :   - VIAF
  - ISNI
  - BnF (données)
  - IdRef
  - LCCN
  - GND
  - Italie
  - Japon
  - CiNii
  - Espagne
  - Belgique
  - Pays-Bas
  - Pologne
  - Israël
  - NUKAT
  - Catalogne
  - Suède
  - Vatican